# Фотография, на которой меня нет
«Фотография, на которой меня нет» — автобиографический рассказ Виктора Астафьева, написанный в 1964 году, окончательную редакцию рассказ получил в 1996 году.
Первая публикация рассказа — в газете «Красное знамя» (Усолье), частями в номерах за 7, 9, 12, 14, 16, 19, 21, 23, 26 сентября 1964 года. Вошёл в сборник «Конь с розовой гривой» (1968, Воронеж), затем был включён в сборник «Последний поклон» (1968, Пермь). Рассказ входит во все издания книги «Последний поклон».
Сохранились три авторские редакции рассказа — они находятся в личном фонде Астафьева в ГА Пермского края.

## Сюжет
Зимой школу в селе Овсянка взбудоражило неслыханно важное событие. В деревню приехал фотограф, который должен сфотографировать учащихся. Главный герой, Витя Потылицын, желает попасть на фотографию, как и остальные, но вечером, перед днём, когда в школу должен был прийти фотограф, он со своим другом катается на санках и в разгар развлечения начерпывает снега в свои валенки. Это приводит к «рематизни», как называла бабушка эту болезнь — боли в коленках. Они всегда болели у мальчика после переохлаждения. Из-за этого Витя не смог пойти в школу. Несмотря на все старания бабушки, боль ещё долго не проходила. Во время болезни к ним в гости приходит учитель. Он показывает Вите фотографию, где изображён весь класс. Главный герой огорчается, так как его там нет. Учитель и бабушка утешают его, говоря, что он сможет сфотографироваться ещё много раз. Потом автор от лица Вити рассказывает о жизни деревни и появлении школы, о приезде учителей, а в конце делает вывод, как важна деревенская фотография для истории всего народа.

## Анализ
В тексте используются просторечные слова, диалектизмы и архаизмы. Большинство из них встречается в речи бабушки Катерины Петровны, Авдотьи и других малообразованных жителей Овсянки. Кроме речевой самобытности, в рассказе показаны традиции, приметы и культура сельчан.
Несмотря на незамысловатый сюжет, писатель затронул множество тем: важность профессии учителя, жизнь русской деревни в начале XX века, последствия раскулачивания. Как сказано в тексте: «Деревенская фотография — своеобычная летопись нашего народа, настенная его история».